# Хартсмир
Хартсмир (англ. Hertsmere) — неметрополитенский район (англ. non-metropolitan district) со статусом боро в графстве Хартфордшир (Англия). Административный центр — город Боремвуд.
Название района образовано соединением короткого варианта названия графства Herts и устаревшего слова mere /mɪə/, означающего «граница, рубеж».

## География
Район расположен в южной части графства Хартфордшир, граничит с Большим Лондоном.

## История
Район был образован 1 апреля 1974 года в результате слияния городских районов (англ. urban district) Буши, Поттерс-Бар, сельского района (англ. rural district) Элстри и части сельского района (англ. rural district) Уотфорд. В 1977 году по Королевской хартии район удостоен статуса боро.

## Состав
В состав района входит 3 города:
- Буши
- Боремвуд
- Поттерс-Бар

и 5 общин (англ. civil parish):
- Олднем
- Элстри-энд-Боремвуд
- Ридж
- Шенли
- Саут-Мимс